# Le Lycée des cancres
Pour l'album, voir Rock 'n' Roll High School.
Pour plus de détails, voir Fiche technique et Distribution.
Le Lycée des cancres (titre original : Rock 'n' Roll High School) est un film américain réalisé par Allan Arkush, sorti en 1979.

## Synopsis
Riff Randell, une lycéenne, rêve de rencontrer Joey Ramone.

## Fiche technique
Sauf indication contraire, les informations mentionnées dans cette section peuvent être confirmées par la base de données cinématographiques IMDb,  présente dans la section « Liens externes ».
- Titre français : Le Lycée des cancres ou Surboum au lycée[1]
- Titre original : Rock 'n' Roll High School ou Disco High[1]
- Réalisation : Allan Arkush
- Scénario : Richard Whitley, Russ Dvonch, Joseph McBride, Allan Arkush et Joe Dante
- Photographie : Dean Cundey
- Montage : Larry Bock et Gail Werbin
- Production : Michael Finnell
- Société de production : New World Pictures
- Société de distribution : Eurogroup (France) et New World Pictures (États-Unis)
- Pays de production :  États-Unis
- Langue originale : anglais américain
- Musique : Ed Stasium, Brian Eno
- Format : Couleur Metrocolor - 1,85:1 - 35 mm
- Genre : comédie, film musical
- Durée : 93 minutes
- Dates de sortie : 
  - États-Unis : 20 avril 1979
  - France : 11 février 1981[1]

## Distribution
- P. J. Soles : Riff Randell
- Vincent Van Patten : Tom Roberts
- Clint Howard : Eaglebauer
- Dey Young : Kate Rambeau
- Mary Woronov : Miss Togar
- Paul Bartel : Mr. McGree
- Dick Miller : Police Chief
- Don Steele : Screamin' Steve Stevens
- Alix Elias : Coach Steroid
- Loren Lester : Fritz Hansel
- Daniel Davies : Fritz Gretel
- Lynn Farrell : Angel Dust
- Joey Ramone : lui-même
- Johnny Ramone : lui-même
- Dee Dee Ramone : lui-même
- Marky Ramone : lui-même

## Accueil
Le film a reçu un accueil positif de la critique. Il obtient un score moyen de 70 % sur Metacritic.